# Williamsburg (Virginie)
Pour les articles homonymes, voir Williamsburg.
Williamsburg est une ville de Virginie, à l'est des États-Unis, fondée en 1632 sous le nom de Middle Plantation.

## Histoire

### Ville coloniale
Lors de l'arrivée des premiers colons à Jamestown, premier établissement permanent sur le sol américain situé à moins de 10 km au sud de la ville, le site de Williamsburg est d'abord un lieu largement boisé. Afin de sécuriser la navigation des cours d'eau, des colonies de peuplement se constituent : celle de Middle Plantation, qui est à l'origine de ville de Williamsburg, est fondée en 1632. Le Collège de William et Mary y est créé en 1693. Il s'agit du deuxième plus ancien établissement d'enseignement supérieur des États-Unis après l'université Harvard. En 1699, le village est rebaptisé Williamsburg en l'honneur du roi d'Angleterre Guillaume III (William en anglais). En 1705 est construit le Capitole de Williamsburg. Il obtient une charte royale en 1722. Dès 1736, un journal, la Virginia Gazette, est publié par William Parks repris en 1765 par William et Clementina Rind. Vers 1760, Williamsburg compte environ 1 500 habitants. 
Le palais du Gouverneur, édifié entre 1706-1720 — et dont les plans sont attribués au célèbre architecte anglais Christopher Wren — est l'une des institutions majeures de la cité. Il est doté d'un vaste pignon d'entrée, de hautes cheminées et d'un lanternon central. Une salle de bal fut ajoutée à l'arrière par la suite. La chambre des Bourgeois de Virginie et la cour générale de Virginie (cour de justice) complètent les fonctions de capitale de la colonie. La voie de Duke of Gloucester Street est large de 30 m et s'étend sur 1,2 km.

### Révolution américaine
Thomas Jefferson, futur président des États-Unis, fit ses études à Williamsburg et fréquenta notamment le Flat Hat Club, une société secrète et une Fraternité étudiante. Diplômé en 1762, il étudie ensuite le droit avec son ami et mentor George Wythe. Il est admis au barreau en 1767 avant d’être élu à l'Assemblée de Virginie en 1769. Jefferson fait partie de la chambre des Bourgeois de Virginie, entre 1767 et 1775. Il participe aux réunions de patriotes autour de Patrick Henry dans une taverne de la ville.
La ville de Williamsburg est la première cité coloniale à rompre ses attaches avec l’Angleterre, à la suite d'un vote par l'Assemblée locale, le 15 mai 1776, d'une Résolution rédigée par George Mason. Elle devient, le 4 juillet, au Congrès de Philadelphie, la capitale de l'État de Virginie ; mais étant isolée au milieu d'une péninsule peu accessible, elle perd bientôt ce rôle au profit de Richmond, beaucoup mieux desservie (1780). Cet abandon lui vaut d'avoir peu changé depuis lors, et son centre a conservé une certaine ambiance coloniale.
Durant la guerre d'Indépendance et le siège de Yorktown, elle abrite le quartier général des troupes françaises pendant près d'un an (1781). La Fayette et Rochambeau y ont résidé.

### XXesiècle
Vers 1930, John D. Rockefeller Jr., après s'être occupé de la restauration d'un certain nombre de monuments historiques en France, conçut le projet  de faire de même aux États-Unis, et choisit la ville de Williamsburg comme l'une des mieux préservées depuis le XVIIIe siècle. Près de 80 maisons dataient de cette époque, et il s'efforça de reconstituer ce qui avait été détruit, en employant autant que possible des matériaux ou des techniques anciennes.
En 1983, le G7 se réunit à Williamsburg.

## Monuments
- Créé en 1999, le Presidential Pet Museum est consacré à l'histoire des animaux domestiques des présidents des États-Unis[4].
- L’université William et Mary est l’un des plus vieux établissements d’enseignement aux États-Unis.
- Le sanctuaire Notre-Dame-de-Walsingham est une église située sur le campus de l’université, que la Conférence des évêques catholiques des États-Unis a désigné sanctuaire national en 2016[5].